# Орделафо Фалиеро
Орделафо Фалиер де' Дони или Орделаф Фаледро (на италиански: Ordelafo Falier de' Doni, Ordelaf Faledro) е тридесет и четвърти дож на Република Венеция от 1102 до 1117 г.
Основните притеснения на новия дож са свързани със завладяването на Далмация от унгарския крал Калман Книжник, който се обявява за владетел на маджари и хървати. Войната с него продължава между 1105 и 1115 г. като Република Венеция успява да отвоюва Задар и Шибеник.
Впоследствие Фалиер заминава за Сирия, където завладява част от град Акра.
Дожът загива през 1117 г. под стените на Задар начело на отряд венециански войници в сражение с унгарците. Тялото му е превозено до Венеция, където той е погребан с почести в базиликата „Сан Марко“. През 2016 г. негов печат е открит на плажа в Задар.